# Lomaiviti (språk)
Lomaiviti är ett austronesiskt språk som talas på ögruppen Lomaiviti i Fiji. Det fanns ungefär 1600 som talade språket aktivt år 2000.